# Schirgiswalde-Kirschau
Schirgiswalde-Kirschau (górnołuż. Šěrachow-Korzym) – miasto we wschodniej części Niemiec, w kraju związkowym Saksonia, w okręgu administracyjnym Drezno, w powiecie Budziszyn. Powstało 1 stycznia 2011 z połączenia miasta Schirgiswalde oraz gmin Crostau i Kirschau.

## Współpraca
Miejscowości partnerskie:
- Denkingen, Badenia-Wirtembergia (kontakty utrzymuje dzielnica Kirschau)
- Niederstetten, Badenia-Wirtembergia (kontakty utrzymuje dzielnica Kirschau)
- Sundern (Sauerland), Nadrenia Północna-Westfalia (kontakty utrzymuje dzielnica Schirgiswalde)